# William Jacson
William Jacson, né le 5 septembre 1909 à Nancy et décédé le 11 octobre 1973 à Paris, est un médecin et homme politique français.

## Biographie
Il s'engage dans le scoutisme à travers les Éclaireuses éclaireurs de France.
Le Dr William Jacson entreprend en 1952 un voyage en automobile, la « mission Lorraine-Congo », qui le conduit avec son épouse et deux camarades de Nancy à Lambaréné, via le Sahara, et l'ancienne AOF au moment où elle se prépare à accéder à l'indépendance. Il en tire un ouvrage, Les Noirs sauveront les Blancs.
Il est présent sur la liste de Jean Lionel-Pèlerin aux municipales de 1947 à Nancy. Devenu adjoint au maire, il est chargé des Beaux-arts. Il crée le Grand prix littéraire ainsi le Grand prix d’art plastique de la ville de Nancy.
Le 30 novembre 1958, il est élu député pour la Deuxième circonscription de Meurthe-et-Moselle avec le groupe UNR. Réélu trois fois de suite, il siège à l'Assemblée Nationale jusqu'au 1er avril 1973.

## Œuvres
- Les Noirs sauveront les Blancs, éditions du Sagittaire, 1960.